# Chlorochaeta procumbaria
Chlorochaeta procumbaria là một loài bướm đêm trong họ Geometridae.